# Schiffsautomation

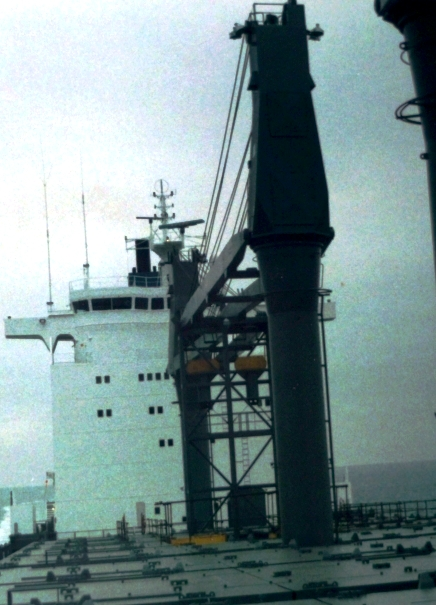
Norasia Samantha auf der Probefahrt, Blick von der Back zur Brücke

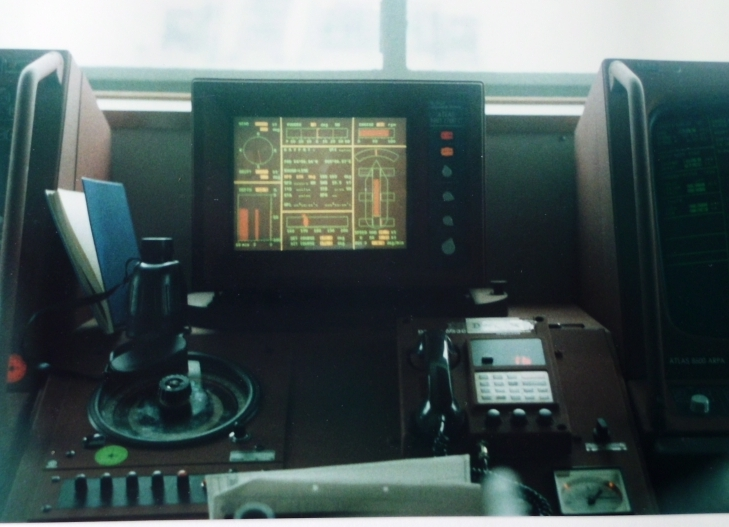
Integrierte Brücke auf Norasia Samantha, Blick auf den Navigationsrechner in der Cockpitecke im vorspringenden Brückenerker

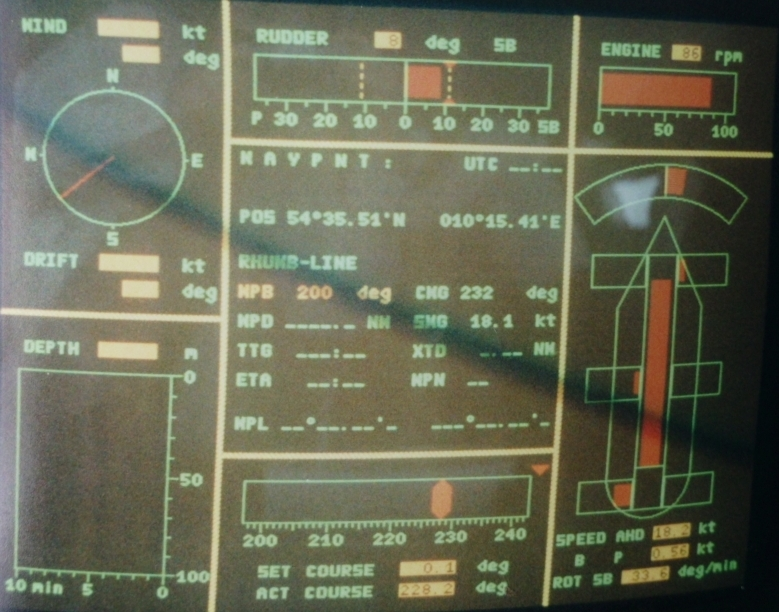
Norasia Samantha auf der Probefahrt, Blick auf den Navigationsrechner

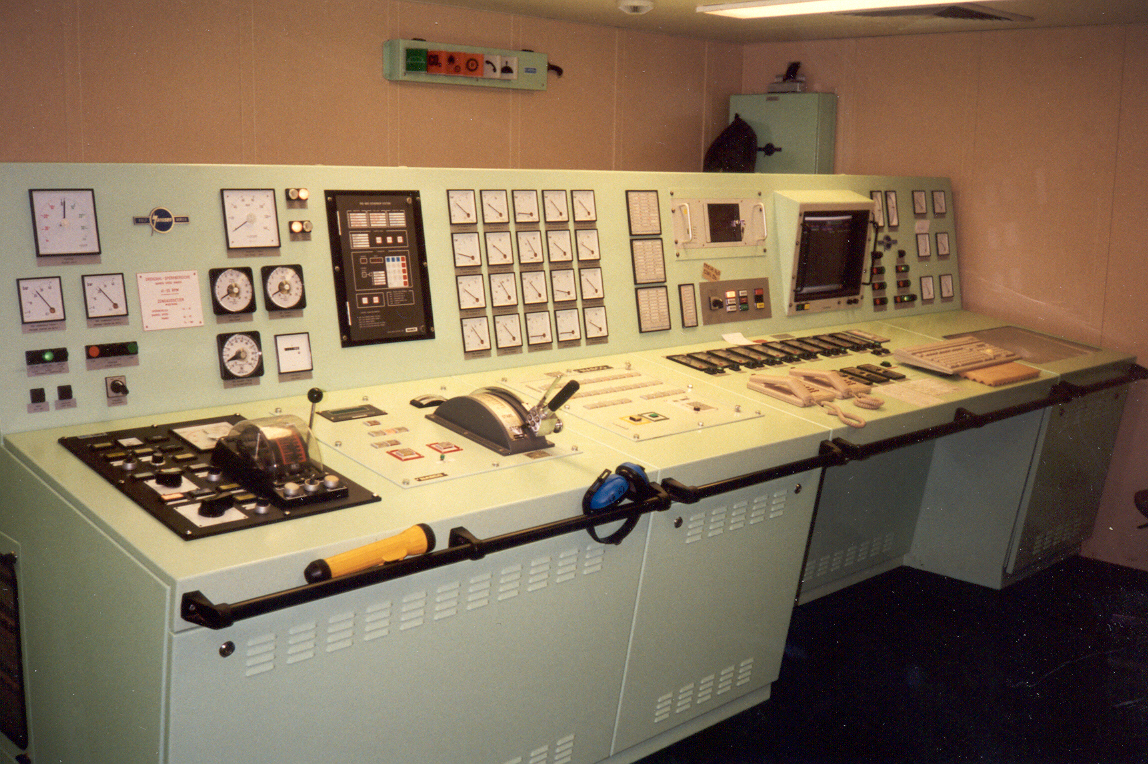
Maschinenkontrollraum, Blick auf das Fahrpult

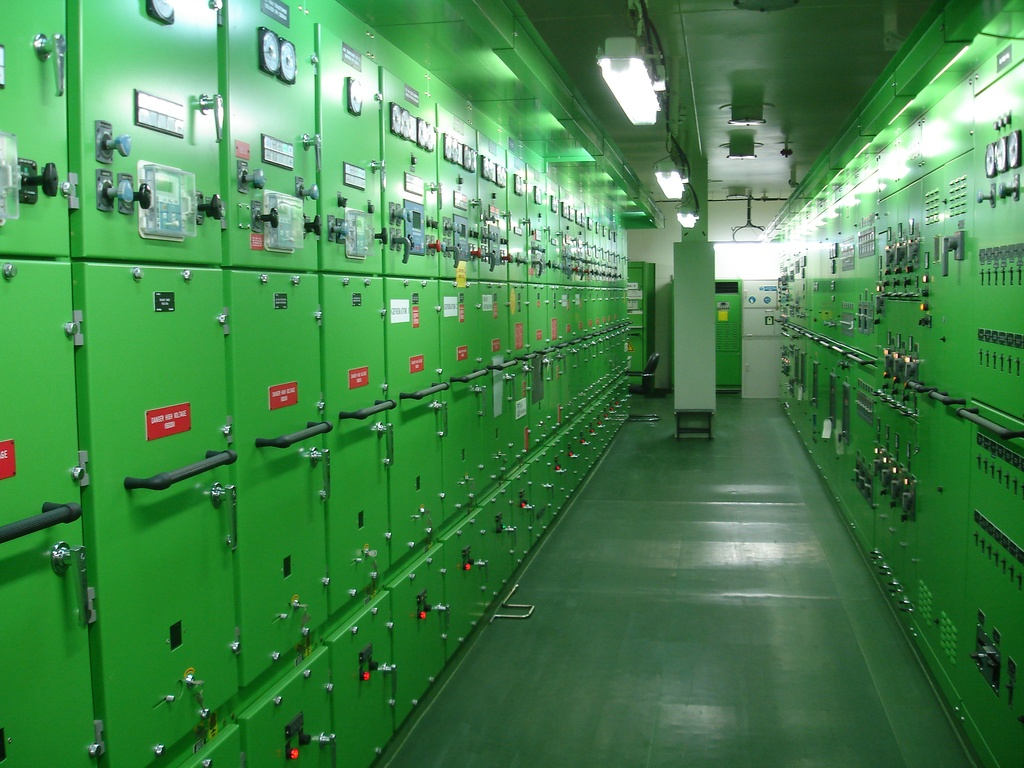
Maschinenbereich Mittelspannungsschaltraum, Blick auf die Mittelspannungsschalttafeln

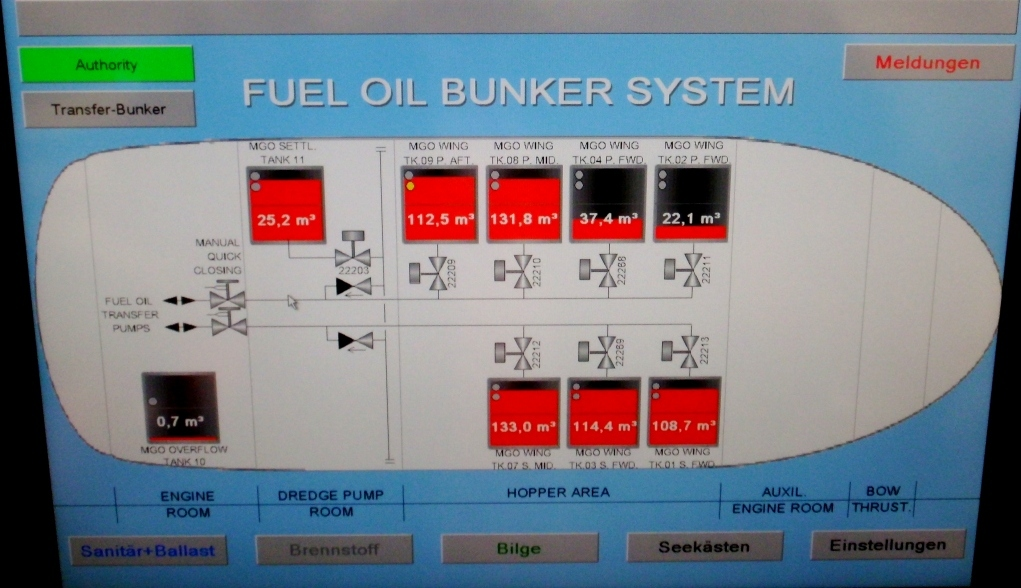
Maschinenbereich 2012, MKR, Darstellung des Brennstoffsystems im Bedienpult

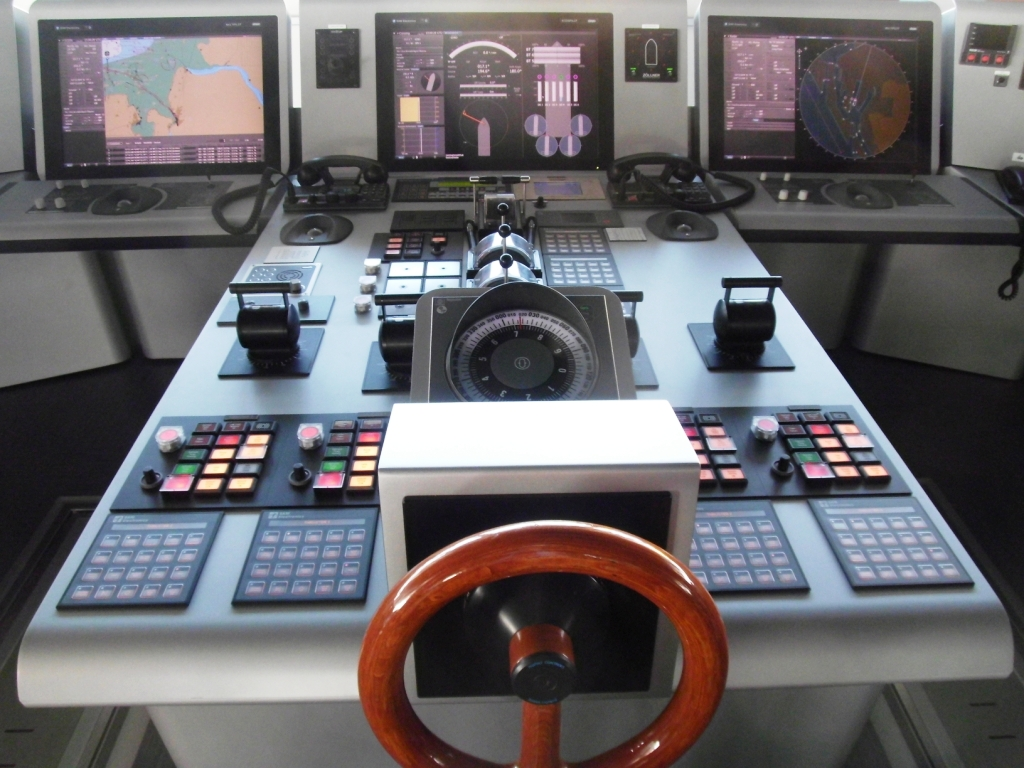
Moderne Brücke 2012, Blick auf den integrierten Brückenfahrstand

Aufgrund der Anfang 1970 eingeführten Schiffsautomation und des dadurch ermöglichten wachfreien Schiffsmaschinenbetriebes hat sich die Zahl der Besatzungsmitglieder auf den Handelsschiffen trotz erheblicher Steigerungen der Tragfähigkeit der Schiffe verglichen mit den 1960er Jahren nahezu halbiert. Obwohl automatische Systeme in Landanlagen bereits bekannt waren und Anwendung fanden, wurden für Automationsanlagen auf Schiffen aufgrund der erhöhten Anforderungen durch den rauen Schiffsbetrieb und das schnelle Durchfahren von verschiedenen Klimazonen deutlich höhere Anforderungen gestellt.

## Automation
Unter der Schiffsautomation wird die Anwendung einer übergeordneten technischen Einrichtung zur Überwachung, Steuerung, Regelung, Alarmierung und Dokumentation von unterschiedlichen schiffstechnischen Prozessen verstanden. Heutige Schiffe sind damit in allen technischen Bereichen ausgestattet. Auf der Brücke (Brückenautomation) im Maschinenraum (Hauptmaschinen-Automation, E-Erzeugungsautomation) und auch bei anspruchsvollen Ladungen, wie z. B. Kühlladung in den Laderäumen (Ladungskühlanlagen-Automation) sowie in Kühlcontainerschiffen (Power Cable Transmission, PCT), um nur die wichtigsten zu nennen. Eine Automation besteht heute aus Soft- und Hardware, in denen  Sensoren, Steuerungen und Regelungen integriert sind. Außerdem werden geeignete Ein- und Ausgabemöglichkeiten, Anzeigen, Alarmierungen und Protokolle zur Dokumentation benötigt.

## Sensoren
Die Sensoren dienen dazu, die physikalischen Größen der zu regelnden Prozesse zu messen und dem Regler die jeweiligen Istwerte mitzuteilen. Häufig sind es Temperaturen, Drücke, Kräfte, Drehzahlen und Drehmomente, Strom, Spannung, Leistung und Frequenz bei den elektrischen Anlagen sowie Volumenströme durch Leitungen, Füllstände von Tanks, aber auch die Schiffsgeschwindigkeit, Luftfeuchtigkeit, Salzgehalt bei der Trinkwassererzeugung aus Seewasser, Ölgehalt im ppm-Bereich bei Ölabscheidern, Luftpartikeln bei Rauchmeldern und wie nachfolgend dargestellt auch der Sauerstoff- und Kohlendioxidgehalt in der Raumluft. Alle diese Größen werden mit unterschiedlichen Verfahren gemessen und direkt im Sensor oder nachgeschalteten Wandlern in gut übertragbare und vergleichbare elektrische Größen gewandelt.

## Steuerungen und Regelungen
Charakteristisch bei den Steuerungen ist das offene System, da die durch die Steuerung bewirkte Veränderung der zu steuernden Größe keine Wirkung auf die Steuerung ausübt. Häufig werden Steuerungen von der Zeit beeinflusst. Einfaches Beispiel ist der Aufzug im Passagierschiff. Ein Passagier drückt die Ruftaste, die daraufhin aufleuchtet und einen Stromimpuls auslöst. Der Stromimpuls steuert über ein Relais und Schütz den Antriebsmotor des Aufzugs, der sich in Bewegung setzt.
Bei der Regelung besteht im Gegensatz zur Steuerung ein geschlossenes System, d. h. die Veränderung der zu regelnden Größe (z. B. Temperatur) durch das Einschalten einer Tankheizung für Schweröl wirkt über die steigende Temperatur zurück. Die Temperatur als Regelgröße wird über den Temperatursensor fortlaufend erfasst und mit dem Sollwert verglichen. Wird der eingestellte Temperatur-Sollwert erreicht, schaltet der Temperaturregler über die Stellgröße Schalter die Tankheizung wieder ab. Die anschließend wieder absinkende Temperatur bewirkt durch das stetige Messen und Vergleichen bei der Unterschreitung des unteren Temperaturgrenzwertes wieder die Einschaltung der Heizung.

## Entwicklung der Schiffsautomation
Erste Antriebsanlagen von Handelsschiffen wie der „Polarlicht“ und der „Polarstern“ (Bauwerft Blohm + Voss) wurden in Deutschland um 1965 mit Automationsanlagen ausgerüstet, und es wurden in den folgenden zehn Jahren wertvolle Erfahrungen mit diesen Anlagen gesammelt. Zu dieser Zeit gab es nur wenige Reedereien, die diese innovativen Schiffe für den wachfreien Maschinenbetrieb in Dienst nahmen. Auch für die Klassifikationen waren diese Automationssysteme Neuland. Die Zahl der Messstellen zur Überwachung der Anlagen, die Normen und Definitionen der regelungstechnischen Begriffe sowie die Redundanzen für wichtige Systeme wurden gemeinsam von den Herstellern, den Werften und den Reedereien in Abstimmung mit den Klassifikationen festgelegt.
Es waren Schiffe für deutsche Reeder, die sowohl mit Dieselmotoren („Polarlicht“, „Polarstern“, Bauwerft Blohm + Voss) als auch mit Dampfturbinen angetrieben wurden. Für amerikanische Rechnung entstanden bei den Nordseewerken in Emden außerdem schnelle Handelsschiffe (Typ Euroliner für Seatrain Lines), die  mit automatisierten Gasturbinenantrieben ausgerüstet wurden. Obwohl automatische Systeme in Landanlagen bekannt waren, wurden für Automationsanlagen auf Schiffen aufgrund der erhöhten Anforderungen durch den Schiffsbetrieb und das schnelle Durchfahren von verschiedenen Klimazonen deutlich höhere Anforderungen gestellt.
Anfangs wurden die benötigten elektronischen Steuerungen und Regelungen aus diskreten Bauteilen (Transistoren, Dioden, Widerständen und Kondensatoren) aufgebaut und auf Steckkarten zusammengefasst (1. Generation). Ende der 1960er Jahre wurden integrierte Schaltkreise eingeführt (2. Generation), wodurch sich der Raumbedarf und noch wichtiger, die Zuverlässigkeit aufgrund reduzierter Lötstellen erhöhte. Der Einsatz von hoch integrierten Schaltkreisen und Speichern führte zur 3. Generation, kleinen Rechnern (Mikroprozessoren), die auf Steckkarten für verschiedene Aufgaben genutzt werden konnten. Damit konnten je nach Programmierung mit den gleichen standardisierten Bausteinen und Steckkarten verschiedene Aufgaben erfüllt werden. Damit wurde der Schritt von der fest verdrahteten Steuerung zur frei programmierbaren Steuerung vollzogen, die ab Ende der 1970er Jahre auch in der Schiffstechnik eingesetzt wurden. Jetzt wurden die Sollwerte, Grenzwerte, Abfragen, Abläufe und Entscheidungen in Programmen abgelegt, die als „Software“ im Gegensatz zu den Sensoren und Stellgliedern („Hardware“) bezeichnet wurde.

## Schiff der Zukunft
Die Erfahrungen mit diesen Systemen führten zu verbesserten Automationsanlagen, die mit fortschreitender Technik besonders im Bereich der Rechner, Mikrorechner und Mikroprozessoren von den zentralen zu den autarken dezentralen Automationssystemen führten. Diese Technologien und Ergebnisse wurden in dem als „Schiff der Zukunft“ bezeichneten bedeutenden Forschungsvorhaben von verschiedenen Firmen mit Berücksichtigung der Erfahrungen vom technischen Bordpersonal zusammengetragen und weitgehend auf der Norasia Samantha erprobt. Die Redundanz wichtiger Systeme führte anschließend zu einer beträchtlich erhöhten Fehlertoleranz. In der Folgezeit wurden Verbesserungen besonders in den Bereichen Schnelligkeit, Fehlersuche und Optimierungen im Energieverbrauch und der Sicherheit erreicht. Es wurden Systeme zur Diagnose und Trendüberwachung bei den Schiffsantriebsanlagen und Hilfssystemen entwickelt und erprobt. Sie setzten sich in den Folgejahren durch und mit den heutigen Kommunikationssystemen zur weltweiten Datenübertragung und Kommunikation können damit neben den Reedereiinspektionen auch die Motorenhersteller und andere Zulieferfirmen direkt oder indirekt informiert werden. Mit all diesen Maßnahmen und Fortschritten konnte die Schiffsbesatzung trotz enorm wachsender Schiffsgrößen und gestiegenen Antriebsleistungen von 1965 bis 2000 halbiert werden. Der Wachdienst beschränkte sich auf die Brücke. Im Maschinenbereich wird der Wachdienst nur noch im Revierbetrieb durchgeführt.

## Auswirkungen auf die Besatzungsstruktur
Da der Maschinenbetrieb weitgehend wachfrei durchgeführt wird, sind die Ingenieure und Ingenieurassistenten vom rund um die Uhr laufenden Wachdienst befreit. Sie können sich dadurch im „Tagesdienst“ um die notwendigen Servicearbeiten sowie anfallenden Wartungs-, Überholungs- und Reparaturarbeiten kümmern. Statt der Matrosen (Decks- und Brückendienst) und Schmierer (Maschinendienst) wurden universeller ausgebildete Schiffsmechaniker sowohl im Maschinenraum und auch an Deck für Wartungs-, Überholungs- und Konservierungsarbeiten eingesetzt. Diese integrierte Besatzung lässt sich an Bord effektiver bei personalintensiven Arbeiten, wie z. B. An- und Ablegemanöver einsetzen. Dabei sind Stationen am Bug und Heck  gleichzeitig zu besetzen.